# Майер, Йоханнес
Йоханнес Майер (нем. Johannes Mayer; 6 сентября 1893 — 7 августа 1963) — немецкий офицер, участник Первой и Второй мировых войн, генерал пехоты, кавалер Рыцарского креста с Дубовыми листьями и Мечами.

## Первая мировая война
4 августа 1914 года добровольцем вступил в армию (прекратив обучение на священника), в пехотный полк. В ноябре 1915 произведён в звание лейтенант. За время войны награждён Железными крестами обеих степеней. В конце войны — старший лейтенант.

## Между мировыми войнами
После окончания войны остался на военной службе, в 1928 году получил звание капитан, затем учился в университете, получил докторские степени экономиста и инженера. В 1932 году вернулся на военную службу. К началу Второй мировой войны — командир пехотного батальона, подполковник.

## Вторая мировая война
С февраля 1940 года — командир полка 290-й пехотной дивизии, участвовал во Французской кампании, получил планки к Железным крестам обеих степеней (повторное награждение). С октября 1940 — полковник.
С 22 июня 1941 года участвовал в германо-советской войне. Бои в районе Себежа. В сентябре 1941 награждён Рыцарским крестом.
С марта 1942 года — командир 329-й пехотной дивизии. Бои в районе Старой Руссы, затем в Демянском котле. С апреля 1942 — генерал-майор, с февраля 1943 — генерал-лейтенант. Бои в районе Старой Руссы, затем в районе Невеля. В апреле 1944 года генерал-лейтенант Майер награждён Дубовыми листьями к Рыцарскому кресту, в июле 1944 — ранен, в августе 1944 награждён Мечами (№ 89) к Рыцарскому кресту с Дубовыми листьями.
С января 1945 года — командующий 2-м армейским корпусом в Курляндском котле. 1 апреля 1945 года — произведён в звание генерал пехоты, по состоянию здоровья эвакуирован в Германию и зачислен в резерв фюрера.